# Vicente Mallio

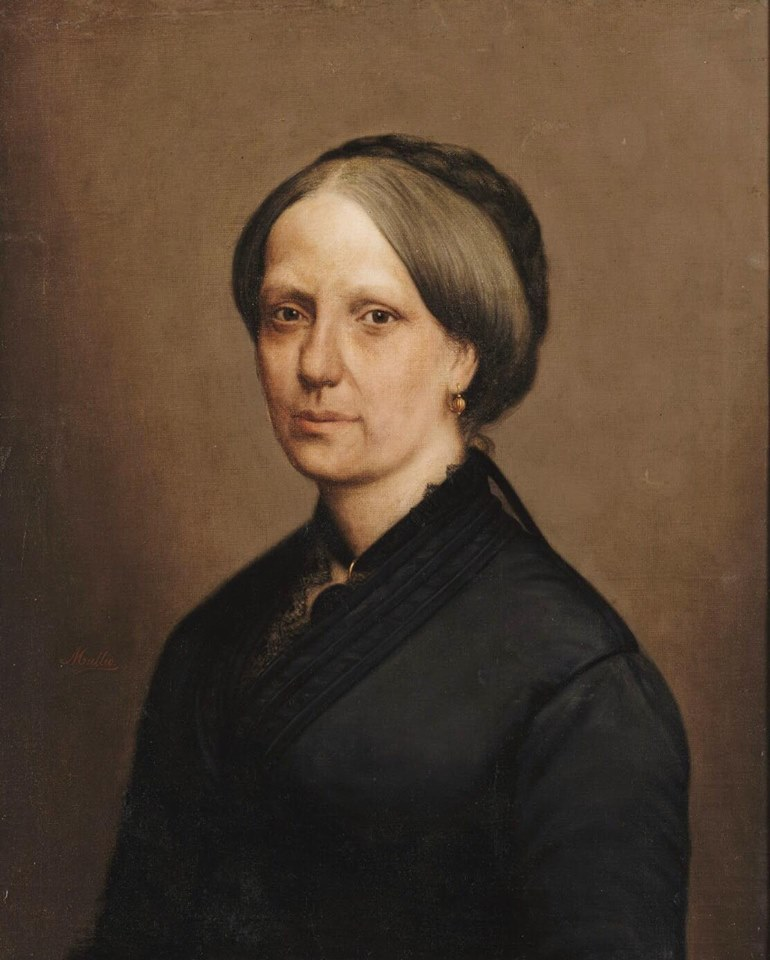
Retrato da Imperatriz Teresa Cristina do Brasil, por Vicente Pereira Mallio.

Vicente Pereira Mallio foi um pintor açoriano do século XIX, filho do pintor Vicente Mallio.
Vicente Mallio, pai de Vicente Pereira Mallio, nasceu em Roma em 16 de janeiro de 1794, filho do poeta marcheano Michele Mallio (Archivio Storico del Vicariato de Roma, S. Marcello, anno 1794, p. 3). Era pintor e professor de desenho e pintura. Mudou-se para os Açores, onde executou retratos e painéis decorativos como decorações no Paço da Fonte Bela, hoje Liceu de Ponta Delgada (livro "Notas sobre Arte" de Luiz de Ataide). Casou-se em 28 de julho de 1828 com a micaelense Eugenia de Moraes Pereira (Arquivo Regional de Ponta Delgada, Paróquia de S. Pedro, registros de casamentos, Livro 7 (1823/1831) fl.55).

Vicente Mallio veio para o Rio de Janeiro, segundo Luís Ataide, em 1837, trazendo esposa e três filhos e faleceu em 26 de maio de 1865 (Jornal do Comércio, 27 de maio de 1865) nessa cidade.

Vicente Pereira Mallio (nascimento- 1 de abril de 1832, Arquivo de Ponta Delgada, Paróquia de S. Sebastião, registro de batismos - Livro 33 (1828/1835) F.225), foi pintor conhecido no Rio de Janeiro na segunda metade do século XIX, retratando personalidades importantes da Côrte como D. Pedro II, a Princesa Isabel e a Imperatriz Teresa Cristina, obras que constam do acervo do Museu Histórico Nacional do Rio de Janeiro. Faleceu em 8 de julho de 1892 (Registro Civil do Rio de Janeiro, 10a Circunscrição, Óbitos 1892 Fev-Out Volume 4, Folha 152, no. 599). 

Seu filho Frederico Mallio foi maestro e pianista agraciado com o título de Pianista e Organista da Casa Imperial (Mordomia-mor em 23 de setembro de 1889).